# Gruppo navale

Wappen Marina Militare

Gruppo navale ist eine Bezeichnung für einen Verband der italienischen Marina Militare. Er kann bis zu zwölf Kriegsschiffe oder Boote umfassen und entspricht damit in etwa einem Geschwader der Deutschen Marine. Je nach Zusammensetzung und Typ wird eine Gruppo navale von einem Stabsoffizier oder von einem Admiral kommandiert.

## Permanente Gruppo navale
Eine Gruppo navale kann eine Untergliederung der Squadra navale und deren Unterkommandos sein. In diesen Fällen handelt es sich um permanente Marineverbände, wobei sich deren Nummerierung in der Regel zwischen 1 und 5 bewegt und bei Bedarf um aufgaben- oder typspezifische Zusatzbezeichnungen ergänzt werden kann. Solche Gruppi navali können sich permanent in Squadriglie untergliedern. Die Bezeichnung Squadriglia oder Flottiglia kann unter Umständen äquivalent zu Gruppo navale sein, insbesondere bei kleineren Seefahrzeugen.

## Gruppo navale als Task Force
Gruppi navali werden in der italienischen Marine auch als temporäre Task Forces oder Einsatzverbände gebildet, oft für Einsätze außerhalb des Mittelmeeres. Sie führen in der Regel höhere Nummern, die anlassbezogen und nur einmal vergeben werden.
Beispiele für solche gruppi navali sind:
- 6º Gruppo navale: Ardito, Lupo; Weltumfahrung, 1979–1980[3]
- 8º Gruppo navale: Vittorio Veneto, Andrea Doria, Stromboli; Boatpeople, Südchinesisches Meer, 1979[4]
- 10º Gruppo navale: drei Patrouillenboote; MFO, Straße von Tiran, seit 1982[5]
- 12º Gruppo navale: Audace, Orsa, Vesuvio; Rotes Meer, Horn von Afrika, 1982[6]
- 14º Gruppo navale: dei Minenjagdboote, ein Tender; Sueskanal, Rotes Meer, 1984[7]
- 16º Gruppo navale: Ausbildungsfahrt, Ferner Osten, 1986[8]
- 18º Gruppo navale: drei Fregatten, drei Minenjagdboote, zwei Versorger; Tankerkrieg, Persischer Golf, 1987–1988[9]
- 20º Gruppo navale: Zerstörer, Fregatten, Korvetten, Minenjagdboote, Versorger, Tender; Zweiter Golfkrieg, 1990–1991
- 22º Gruppo navale: Küstentransporter, Patrouillenboote; Flüchtlingsstrom Albanien, 1991–1993
- 24º Gruppo navale: Vittorio Veneto, Grecale, Vesuvio, San Giorgio, San Marco, zehn Hubschrauber, 300 Marineinfanteristen; Somalia, 1992–1993
- 25º Gruppo navale: Giuseppe Garibaldi, Scirocco, San Giorgio, San Marco, Stromboli; Somalia, 1994
- 26º Gruppo navale: Giuseppe Garibaldi, Libeccio, San Giorgio, San Marco, Stromboli; Somalia, 1995[10]
- 27º Gruppo navale: Durand de la Penne, Bersagliere; Weltumfahrung, 1996–1997[11]
- 28º Gruppo navale: Patrouillenboote; Sazan, Albanien, 1997–2009[12]
- 29º Gruppo navale: Mare Nostrum (Marineoperation), 2013–2014[13]
- 30º Gruppo navale: Cavour, Bergamini, Etna, Borsini; Persischer Golf, Indischer Ozean, Umfahrung Afrikas, 2013–2014[14]
- 31º Gruppo navale: Cavour, Alpino, verbündete Schiffe; Indopazifik, 2024[15]